# Rafael de Llano Ponte
Rafael de Llano Ponte (La Corrada, Pravia, Asturias ?-11 de enero de 1761).
Este religioso asturiano fue monje del Císter, visitador general, procurador en Roma y abad del Colegio de Alcalá de Henares.
Habitualmente usaba el seudónimo de Froilano Phaalled
Escribió  la Carta del Rvdmo. P. M. Rafael de Llano, monje cisterciense de la Congregación de Castilla, en repuesta a un amigo suyo sobre la «Clave historial», del Rvdmo. P. M. Flórez, agustino calzado y otros. La dio a conocer don Andrés de Prada y Cienfuegos, presbítero y profesor teólogo (Madrid, 1754), Archiphilosophus, sive cartesius vindicatus ab impugnationibus variorum in duplici opusculo philosophico theologico (León, 1756) y la composición poética de treinta y seis décimas titulada Respuesta por los mismos consonante al P. Benavente sobre el asunto de sus décimas de N. contra el señor abad y convento de San Isidoro de León.
- Datos: Q6098123